# Сомали (кошка)
Сомалийская кошка или просто сомали — длинношёрстная кошка, произошедшая от абиссинской кошки.
Откуда у чистопородных абиссинцев взялась длинная шерсть, точно неизвестно. Ответов на этот вопрос может быть два: спонтанная (самопроизвольная) мутация или результат метизации, скрещивания с какими-то длинношёрстными кошками. Историки породы «вычислили» английскую заводчицу Дженет Робертсон, в конце 40-х годов экспортировавшую своих абиссинских кошек в Новую Зеландию, Австралию, США и Канаду. Именно в трех последних странах (предположительно среди потомков робертсоновских кошек) практически одновременно и независимо друг от друга появились длинношёрстные котята. Абиссинки с длинной шерстью стали появляться в разведении достаточно регулярно, однако поначалу заводчики в борьбе за чистоту породы их безжалостно отбраковывали. Пушистых котят скрывали и раздаривали без документов, производителей, дающих длинношёрстных котят, старались исключать из племенной работы. Впервые длинношёрстный абиссинец (заводчицы Мэри Мэйлинг) был показан на местной кошачьей выставке в Канаде в 1963 году. Через пару лет порода приобрела современное название (это заслуга американской заводчицы Эвелин Мэгью, которая активно начала продвигать породу в Соединенных Штатах).
В этом же 1965 году первый кот породы сомали был зарегистрирован в Канаде. Он получил имя May-Ling Tutsuta заводчицы Мэри Мэйлинг. Совместная работа двух энтузиастов-селекционеров возымела свои плоды. В 1972 году в США начал действовать «Клуб любителей сомали». Америка была покорена красотой новичков. Но только лишь в 1978 году порода «сомали» была официально признана в США и победоносно двинулась на завоевание Европы. В настоящее время сомали разводят в Европе, а с 1982 года она внесена в официальный перечень пород FIFe.

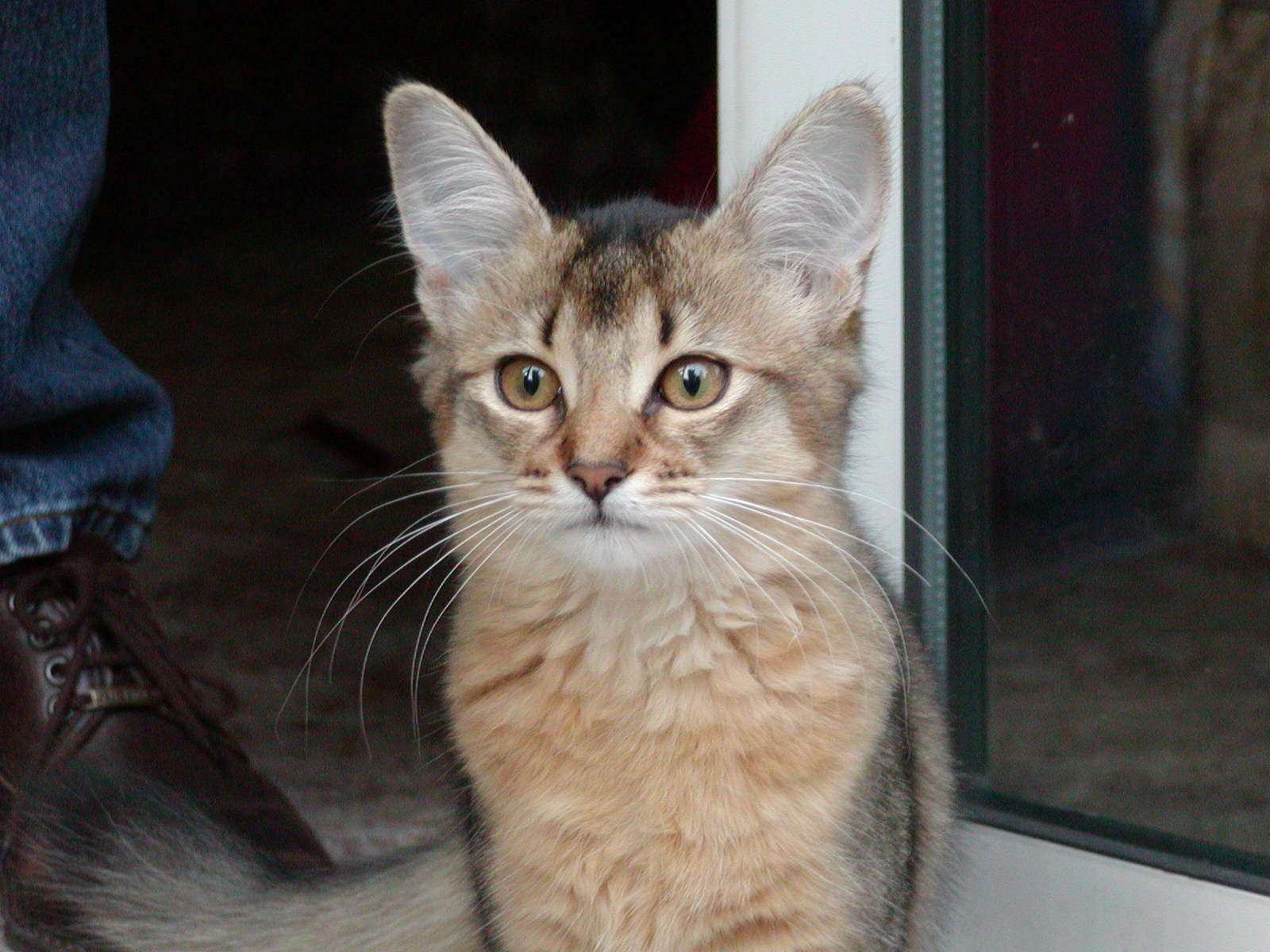
Котёнок сомали в возрасте четырёх месяцев

## Особенности породы

### Общие характеристики
Сомали — хорошо известная порода, которая пользуется большой популярностью во всем мире. В России порода малоизвестная и редкая.
Животное от средних до крупных размеров, «королевского вида», гармонично сложенное, имеет довольно грациозный вид. Удлиненный формат. Спокойная, любит детей.
Длинношерстность у этих кошек определяет рецессивный ген, поэтому признак длинной шерсти проявляется лишь когда ген находится в гомозиготном состоянии. Это означает, что для того, чтобы родились длинношерстные котята, оба родителя должны нести ген длинношерстности. От двух сомали всегда рождаются длинношерстные котята, а от сомали и абиссина или от двух абиссинских животных, несущих ген длинной шерсти, могут родиться и сомалийские, и абиссинские котята.
Типичный признак данной породы — тикированный окрас шерсти. Тикинг — это когда каждый волосок окрашен в несколько тонов, имеет поперечные темные полоски. Чем их больше, тем ценнее животное. Важно, чтобы прикорневая зона шерсти была окрашена в теплые тона, соответственно окрасу шерсти.
Шерсть средней длины, мягкая на ощупь и густая, на плечах несколько короче. На шее воротник, на задних конечностях — штанишки. Особая гордость сомалийской кошки — роскошный длинный и очень пушистый хвост. За отдельными исключениями сомали хрупкая, изящная кошечка.

### Характер
От абиссинских кошек сомали передалась грация и живость характера. Сомали очень игривы, любопытны, ласковы и, в отличие от абиссинок, очень молчаливы. Так же как и абиссинцы, сомали не выносят одиночества и замкнутого пространства. Им просто необходимо общение и поле для игр и бегов. Сомали ласковые и нежные, они прекрасно подходят семьям с детьми и животными. Очень любознательны и тактичны, тонко чувствуют человека, поэтому прекрасно поддаются дрессировке.

### Окрасы
Первоначальными окрасами сомали, как и абиссинцев, являлись дикий и сорель. Сомали не избежали влияния моды и, кроме классических вариантов окраса абиссинских кошек, появились новые, более тонкие, изысканные оттенки.
Основными окрасами в данное время являются:

#### Дикий (ruddy)
Красная с черными кончиками волос или коричневато-рыжая шерсть, обязателен тёмный оттенок вдоль позвоночника (спинной ремень). Грудь и ноги с внутренней стороны окрашены в равномерный абрикосово-рыжий цвет без пятен. На лапах между пальцами — пучки чёрной или тёмно-коричневой шерсти. Белый цвет допустим только в области вибрисс и подбородка. Белый цвет на шее и груди нежелателен. Любые вкрапления белого цвета на теле — причина для дисквалификации. Хвост окрашен равномерно, тёмная полоса со спины доходит до кончика хвоста, кончик хвоста тёмный, так же, как и кончики ушей. Мочка носа кирпично-красная с чёрным ободком. Задние ноги тёмные до ступней, подушечки лап тёмно-коричневые или чёрные.

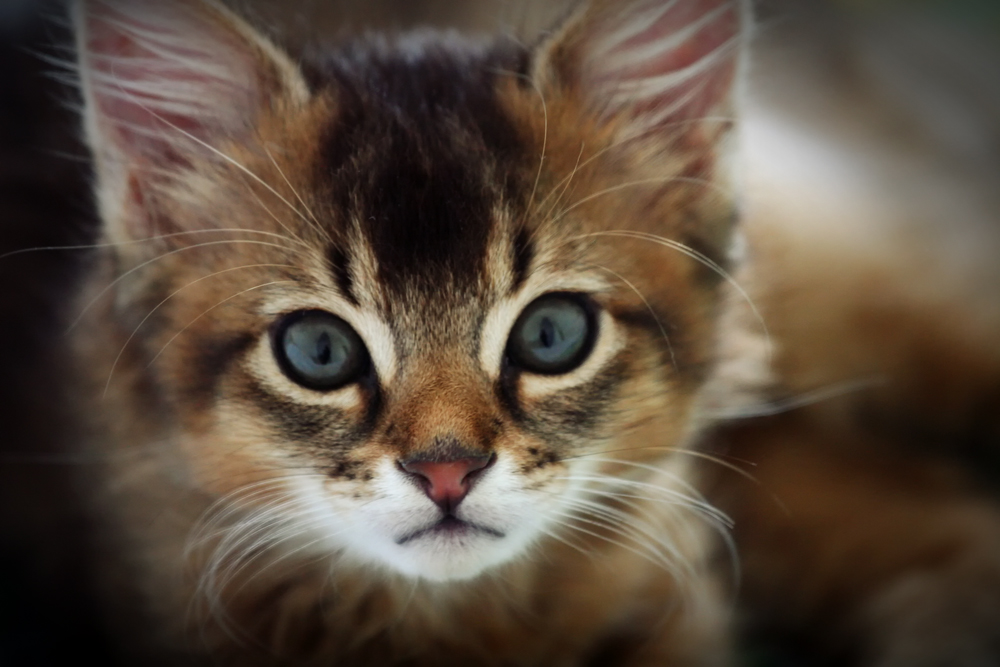
Сомалийский котенок дикого окраса

Голубой окрас

#### Цвет косули (fawn)
Шерсть матово-кремовая, зонами окрас тёмный, но тёплый, у основания шерсть светло-кремовая. Мочка носа и подушечки лап розовые. Больше всего ценится однородный окрас.

#### Голубой (blue)
Шерсть дымчато-голубая, у основания шерсть светло-бежевого или светло-кремового оттенка. Чередуются серо-голубые полоски на тёплом бежевом фоне. Мочка носа тёмно-розового цвета с тёмным ободком. Подушечки лап серо-голубые.

#### Соррель (sorrel)
Шерсть от светло-коричневой до медно-красной, у основания яркий абрикосовый фон. Чередуются светлые и тёмные оттенки. Допустимы тёмно-красные оттенки. Кончики ушей и хвоста карие. Нос и подушечки лап розовые. На лапах между когтями пучки шерсти в цвет основного тона. Такого же цвета и ступни задних лап.
Помимо основных окрасов приняты серебристые варианты:
silver ruddy, silver sorrel, silver blue, silver fawn. Во всех вариантах у серебристых окрасов основной цвет соответствует окрасу шерсти, а подшёрсток (шерсть у основания) и полосы тикинга белого цвета.
В Европе допускается большее количество окрасов.

## Стандарт породы CFA

### Общее впечатление
Средней величины, пропорциональная кошка с развитой мускулатурой, выказывающая живой интерес к окружающему, доброжелательная к людям. Кошка производит впечатление активного животного с отличным здоровьем и жизненной силой. Это умные, ласковые, энергичные и общительные кошки, Они любят гулять, но также всегда рады человеческой компании, а благодаря мягкому характеру отлично ладят с детьми.

### Голова
Модифицированный клин с округленными очертаниями без плоских планов и какой-либо угловатости. Скулы и профиль мягко очерчены. Лёгкий изгиб от спинки носа ко лбу. Череп достаточно широкий. Плавная линия перехода от головы к шее. Мордочка напоминает лисью.

### Морда
Имеет мягкие контуры, соответствующие очертаниям головы в целом. Подбородок сильный, округлённый, без признаков перекуса или недокуса. Морда не должна быть резко обозначенной, узкой, заостренной, сужающейся перед подушками вибрисс.

### Уши
Большие, настороженные, широкие и чашеобразные (cupped) в основании. Поставлены на линии, направленной к задней части черепа. Имеют развитое внутреннее опушение, желательно наличие кисточек.

### Глаза
Миндалевидные, большие, выразительные. Не должны быть круглыми или «ориентальными». Светлые участки возле самых глаз обведены тёмной линией. Над каждым глазом тёмный вертикальный штрих, от нижнего века по направлению к уху идёт темный «росчерк». Цвет от насыщенного зелёного до глубокого янтарного.

### Тело
Средней величины, гибкое и грациозное при хорошо развитой мускулатуре. Грудная клетка выпуклая, спина слегка выгнута, что создаёт впечатление кошки, готовящейся к прыжку. Сложение среднее, не слишком плотное и не чересчур лёгкое.

### Лапы
Пропорциональны по отношению к телу, овальные, компактные. Даже неподвижно стоящий сомали выглядит ловким и быстрым.
Пять пальцев на передних и четыре на задних конечностях.

### Хвост
С хорошо развитым опушением (как у лисы), толстый в основании, слегка сужающийся. Средней длины по отношению к телу.

### Шерсть
Очень мягкая, нежная, двойной текстуры. Чем плотнее шерсть, тем лучше. Средней длины, на плечах несколько короче. Предпочтение отдается животным, имеющим развитый украшающий волос, воротник и «штанишки».

### Недостатки
В окрасе серый или песочный тон. Остаточные элементы рисунка — разорванные полосы «ожерелья» на груди, полосы на ногах, пятна или полосы на корпусе. Отсутствие характерных отметин на голове и хвосте. Чёрные корни волос на теле.

### Дисквалификация
Белые пятна любой локализации, кроме верхней части шеи (на уровне горла), подбородка и вокруг ноздрей. Нестандартный цвет подушечек лап или мочки носа. Замкнутое «ожерелье». Нестандартное количество пальцев, крючок на хвосте.

### Окрас
Тёплого оттенка. Тикинг чёткий, с контрастными тёмными и светлыми полосами на протяжении волоса. Цвет подшёрстка чистый и интенсивный. Наличие «теневой» полосы вдоль спины и до кончика хвоста. Желателен темный тон «теневых» отметин. Отметины на голове: тёмные штрихи, отходящие от глаз и бровей, «затенение» на скулах и на подушечках вибрисс.

### Цвет глаз
Золотистый или зелёный, предпочтительны чистые интенсивные цвета.